# 中社 (臺南市)
中社，是臺灣臺南市六甲區的一個傳統地域名稱，位於該區中西部。相較於今日行政區，其範圍大致包括中社里不含西北部及東部邊界地帶北段、二甲里西端、龜港里東端、水林里西北端。
本地區境內主要聚落為中社，德元埤水庫位於本地區東北角，大部分水域位於境外。

## 歷史
台灣日治初期，中社地區為一街庄，稱為「中社庄」（舊制街庄），隸屬於赤山堡。該庄昔日西邊中至北段及北邊西段與港仔頭庄為鄰，北邊東段與查畝營庄為鄰，東與水漆林庄、二甲庄為鄰，南邊為二鎮庄、南廍庄，西邊南段為菁埔庄、林鳳營庄。
1901年（日治明治三十四年）11月11日，全台廢縣廳改設二十廳，該庄隸屬於鹽水港廳。1904年（明治三十七年）4月1日，該庄編入「六甲區」，隸屬於鹽水港廳。1906年（明治三十九年）4月1日，鹽水港廳內管轄區域調整，該庄仍隸屬於六甲區。1909年（明治四十二年）10月25日，全台合併二十廳為十二廳，六甲區改隸屬於臺南廳。1920年（大正九年）10月1日，全台地方制度大改正，廢十二廳改設五州二廳，該庄改制為「中社」大字，隸屬於臺南州曾文郡六甲庄（新制街庄）。
戰後六甲庄改制為六甲鄉，隸屬於臺南縣，大字亦改制為村。1950年（民國39年）10月25日，雲、嘉、南分治，六甲鄉仍隸屬於臺南縣。2010年（民國99年）12月25日，臺南縣、市合併為直轄臺南市，六甲鄉改制為六甲區，村亦改制為里。

## 聚落
本地區發展較早的聚落為中社，在日治期初期的官方地圖上已有記載。

## 交通
台鐵縱貫線是台灣西部南北向鐵路幹線，經過本地區中部略偏西地帶。並在北側邊界外不遠處設有林鳳營車站。該站屬「甲種簡易站」，僅停靠區間車；由此可前往台鐵沿線各站。
省道台1線又稱「縱貫公路」，是臺北至楓港的傳統平面幹道，經過本地區西部邊界地帶。由該道路北行可前往柳營區、新營區、後壁區、嘉義縣水上鄉等地，南行可前往官田區、善化區、新市區、永康區等地。
市道174號是蘆竹溝至橫路的道路，經過本地區主聚落南側。由該道路西行可前往下營區、學甲區、北門區南部，並止於溪底寮地區的蘆竹溝聚落；東行可前往六甲區六甲市區、東山區東南部，並止於下南勢地區橫路聚落附近的市道175號路口。

## 水利設施
- 德元埤水庫（位於本地區東北部邊界地帶）